# Forced perspective

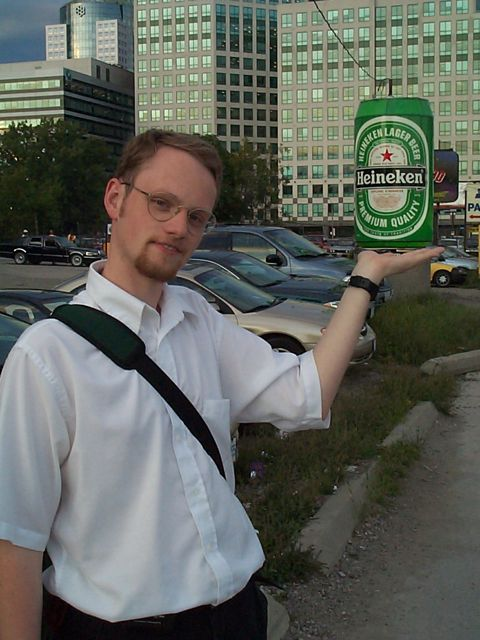
Voorbeeld van forced perspective: het bierblik dat in werkelijkheid een stuk verderop staat lijkt zich in de hand van de persoon op de voorgrond te bevinden

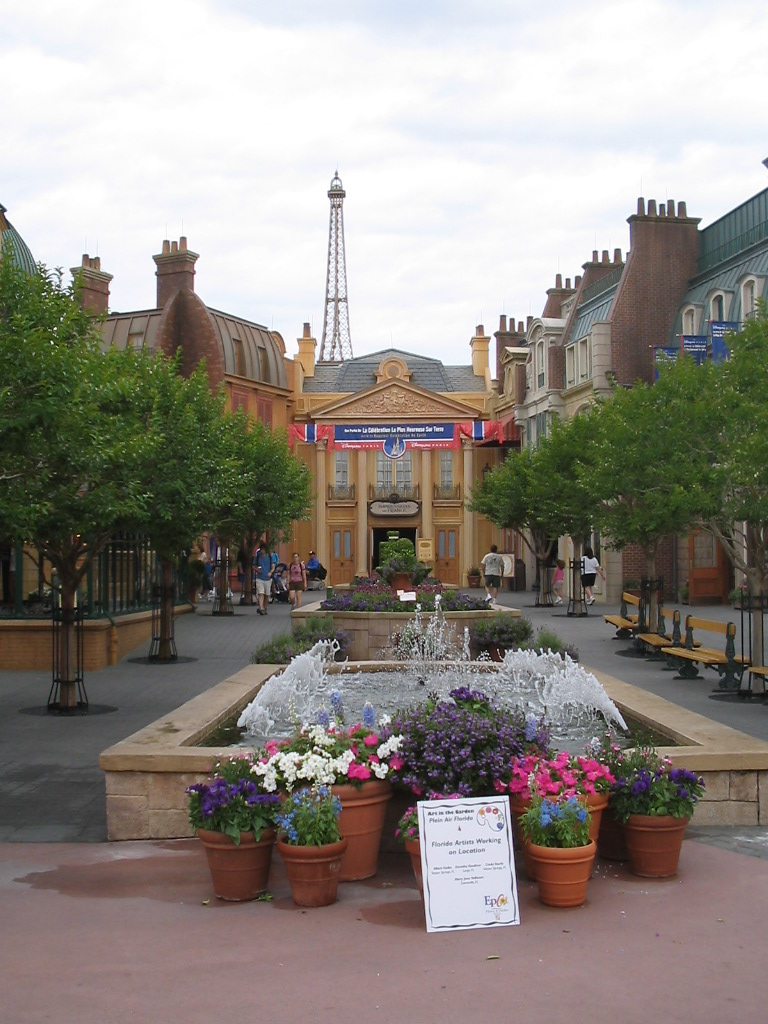
Forced perspective in architectuur. De plantenbakken in het midden worden naar achter toe steeds smaller, en de bomen aan de zijkanten steeds kleiner. Daardoor lijkt deze laan langer dan hij in werkelijkheid is, en het gebouw op het eind groter.

Forced perspective (letterlijk vertaald “gedwongen perspectief”) is een techniek waarbij gebruik wordt gemaakt van een optische illusie om een voorwerp groter, kleiner, verder weg of dichterbij te doen lijken dan het in werkelijkheid is. De techniek wordt veel toegepast in fotografie, film en architectuur.

## Film
Forced perspective is een van de oudste vormen van special effects in films. Zo wordt de techniek veel gebruikt om iets groter te laten lijken door het voorwerp in kwestie dichter bij de camera te plaatsen, of om de indruk te wekken dat de personages in of voor een bekend gebouw staan terwijl ze in werkelijkheid slechts voor een schaalmodel of een foto staan.
Om de techniek goed toe te passen dient men rekening te houden met verschillende factoren, zoals lichtinval en de lens van de camera. In veel B-films waarin forced perspective wordt toegepast is bijvoorbeeld een voorwerp op de voorgrond of achtergrond wazig ten opzichte van de rest daar de camera niet tegelijk op beide voorwerpen is gefocust, of zijn sommige voorwerpen duidelijk anders belicht dan de rest van de omgeving. Om forced perspective geloofwaardiger te maken kunnen bijvoorbeeld omgevingsfactoren worden gebruikt om het verschil in perspectief te verhullen. In de film Casablanca speelt de climax zich af op een vliegveld in een storm. Deze scène werd opgenomen in een studio met een miniatuurvliegtuig op de achtergrond. De zware regen in de scène verbergt dit feit echter.
Tegenwoordig wordt forced perspective vooral gecombineerd met digitale animatie. Hierbij worden bijvoorbeeld de acties van de verschillende personages los van elkaar opgenomen met andere rekwisieten, waarna de twee beelden worden gemengd tot een geheel.

## Fotografie

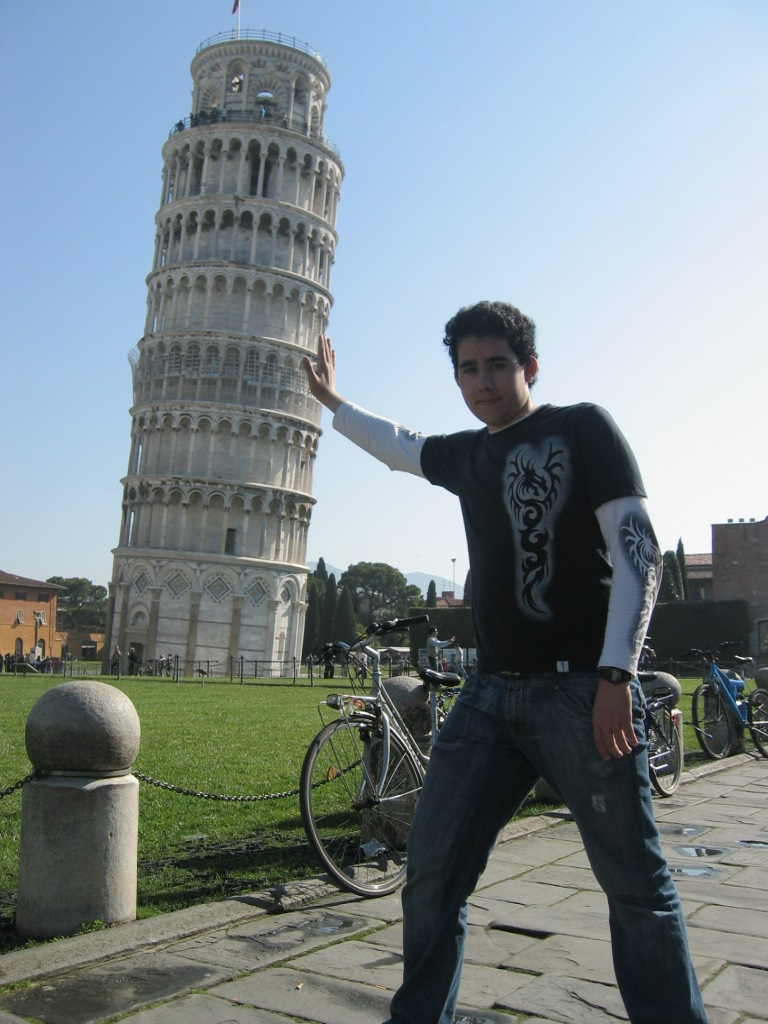
Bekend voorbeeld van forced perspective

In amateurfotografie wordt forced perspective vaak gebruikt voor komische effecten. Een bekend voorbeeld is de foto waarop iemand tegen de toren van Pisa aan lijkt te leunen (zie foto links). Een ander voorbeeld is de foto bovenaan dit artikel, waarbij de afgebeelde persoon het bierblik op de achtergrond in zijn handpalm lijkt te houden. Om het effect zo geloofwaardig mogelijk te maken moet er wel op gelet worden dat er geen heiigheid in de lucht tussen het verre voorwerp en het fototoestel heerst, anders valt het onmiddellijk op dat het verre voorwerp zich inderdaad op redelijke afstand bevindt.

## Architectuur
In de architectuur kan forced perspective worden gebruikt om iets groter of kleiner te doen lijken. Dit wordt bijvoorbeeld veel toegepast in attractieparken en postmoderne architectuur. Een bekend voorbeeld is het kasteel van Doornroosje in de diverse Disney-attractieparken, dat veel kleiner is dan het voor de bezoekers lijkt. In met name zeventiende-eeuwse architectuur was het gebruikelijk om de ramen van hogere verdiepingen steeds kleiner te maken, zodat een gevel hoger leek dan in werkelijkheid het geval was.

## De maanbergen van Apollo 15, Apollo 16, en Apollo 17
Gedurende het Apolloprogramma werden op de maan verscheidene foto's gemaakt van relatief verre heuvels en vrij imposante maanbergen. Op deze foto's zien de heuvels en bergen er echter op een misleidende manier veel dichterbij en kleiner uit dan in werkelijkheid. Dit verschijnsel is merkbaar op de foto's van Apollo 15, Apollo 16, en Apollo 17. Het ontbreken van heiigheid, kenmerkend voor de Aardatmosfeer, doet de illusie ontstaan dat relatief verre heuvels en bergen op de maan er bedrieglijk dichtbij uitzien. Het ongefilterde, directe zonlicht dat het maanoppervlak beschijnt en de gitzwarte zuurstofloze hemel die op een contrasterende manier de ragscherp uitziende bergranden omzoomt versterken in niet geringe mate deze illusie.

## Totale maansverduistering
Gedurende een totale maansverduistering ziet de maanbol er bedrieglijk kleiner en veel dichterbij uit dan tijdens de gewone volle maan. Deze illusie is het treffendst tijdens hoogstaande maan (winterperiode), en wordt veroorzaakt door de betrekkelijke zeldzaamheid van dit soort verduisteringen, waardoor we de afstand van de dofgrijze, bruinachtige of koperkleurige bol niet goed kunnen inschatten en in de Aardatmosfeer plachten te zien, alsof het een soort bolvormige luchtballon is waarvan de doorschijnende binnenkant continu door de brander is verlicht.